# Peabody Award
George Foster Peabody Awards (Peabody Awards) (da:Peabodyprisen) er en årligt uddelt international pris, der uddeles inden for radio- og fjernsynsbranchen. Prisen blev for første gang uddelt i 1941 til de programmer, som sendtes dengang og er dermed et af verdens ældste inden for de elektroniske medier.